# Quentin L. Cook

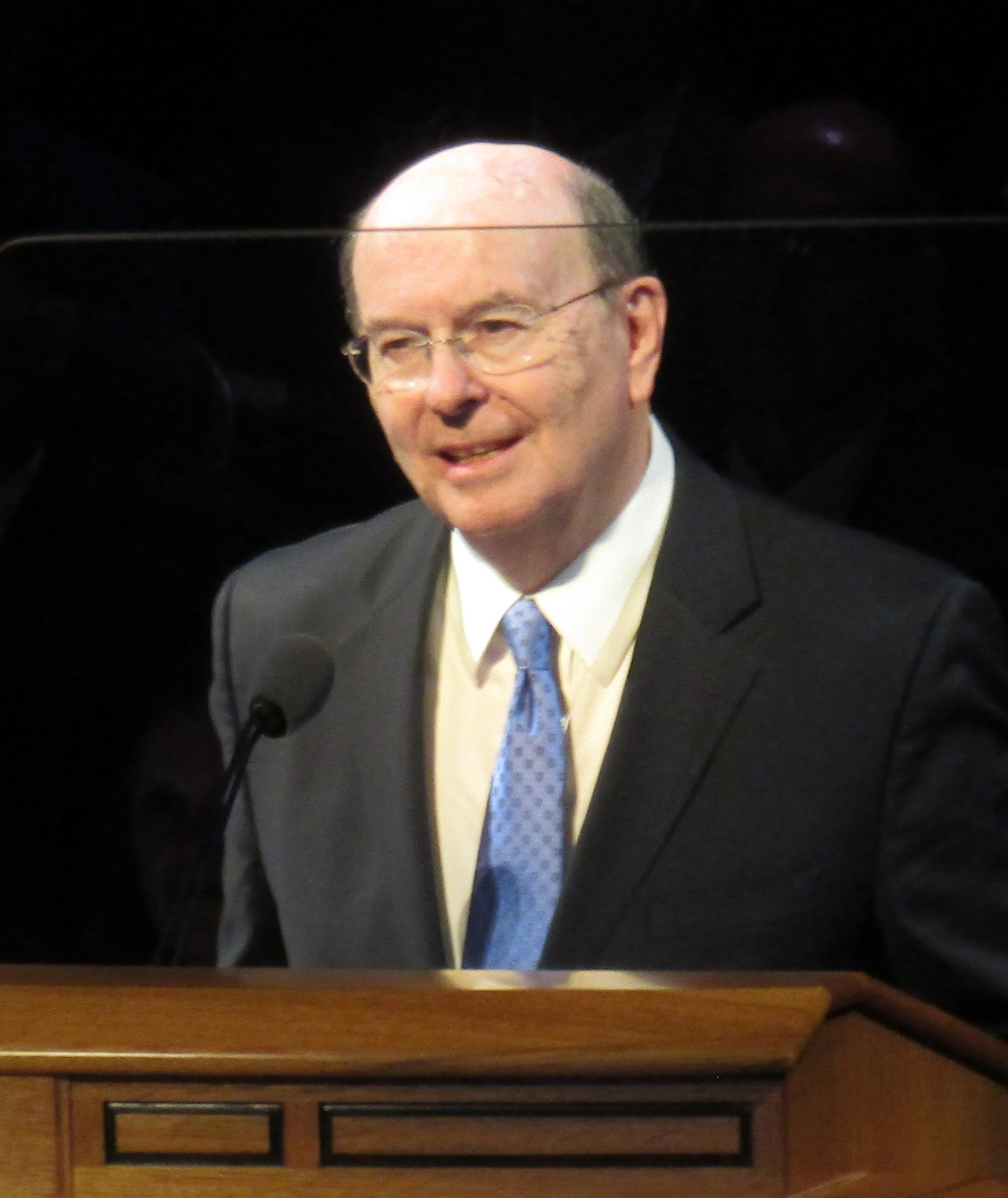
Quentin L. Cook

Quentin La Mar Cook (* 8. September 1940 in Logan, Utah) ist ein US-amerikanischer Rechtsanwalt und Apostel der Kirche Jesu Christi der Heiligen der Letzten Tage und seit 2007 Mitglied des Kollegiums der Zwölf Apostel.

## Leben
Cook wuchs in Logan, Utah zusammen mit zwei Geschwistern auf. Von 1960 bis 1962 war er Missionar im Vereinigten Königreich. Nach seiner Rückkehr heiratete er am 30. November 1962 im Logan-Utah-Tempel. Seine Frau hatte er während der High School kennengelernt. Aus der Ehe gingen drei Kinder hervor. Cook studierte Politikwissenschaft an der Utah State University und erhielt dort 1963 einen Bachelor-Abschluss. Zusammen mit seiner Frau zog er nun nach Kalifornien, wo er sein Studium an der Stanford University fortsetzte und die nächsten 33 Jahre seines Lebens verbrachte. 1966 erhielt er an der Stanford University seinen Juris Doctor. Er wurde nun in der, in der San Francisco Bay Area gelegenen, Anwaltskanzlei Carr, McClellan, Ingersoll, Thompson and Horn tätig. Im weiteren Verlauf seiner Karriere wurde er Partner in der Anwaltskanzlei. Später wurde er Präsident und CEO von California Healthcare System, und nach dem Aufgehen dieser Firma in Sutter Health Vizevorsitzender letzterer.
Im April 1996 wurde Cook, der in San Francisco ein aktives Gemeindemitglied seiner Kirche gewesen war, Mitglied des Zweiten Kollegiums der Siebzig. 1998 wechselte er in das Erste Kollegium der Siebzig. Später gehörte er daneben der Präsidentschaft der Siebzig an. Am 6. Oktober 2007 wurde Cook von Gordon B. Hinckley zum Apostel der Kirche Jesu Christi der Heiligen der Letzten Tage berufen und trat damit in das Kollegium der Zwölf Apostel ein. Er füllte damit die Vakanz, die durch die Berufung von Henry B. Eyring zum 2. Ratgeber in die Erste Präsidentschaft, das höchste Führungsgremium der Kirche, entstanden war.
Der Apostel Heber C. Kimball ist sein Ururgroßvater mütterlicherseits.